# Заяча конюшина багатолиста
{{#ifeq:0|0|{{#if:|{{#if:Anthyllisvulneraria|[[]}}|}}}}
Заяча конюшина звичайна ряснолиста (Anthyllis vulneraria subsp. polyphylla) — багаторічна трав'яниста рослина родини бобових. Стебло прямовисне або висхідне, розгалужене, внизу відстовбурченоволосисте, 15—60 см заввишки. Листки непарноперисті; прикореневі — з 1—2 (4) парами невеликих бокових листочків і значно більшим яйцюватим верхівковим листочком; стеблових листків частіше З—6. Квітки неправильні, зібрані у верхівкові багатоквіткові головки; віночок жовтий, рідше — жовтогарячий. Плід — біб. Цвіте у червні — липні.

## Поширення

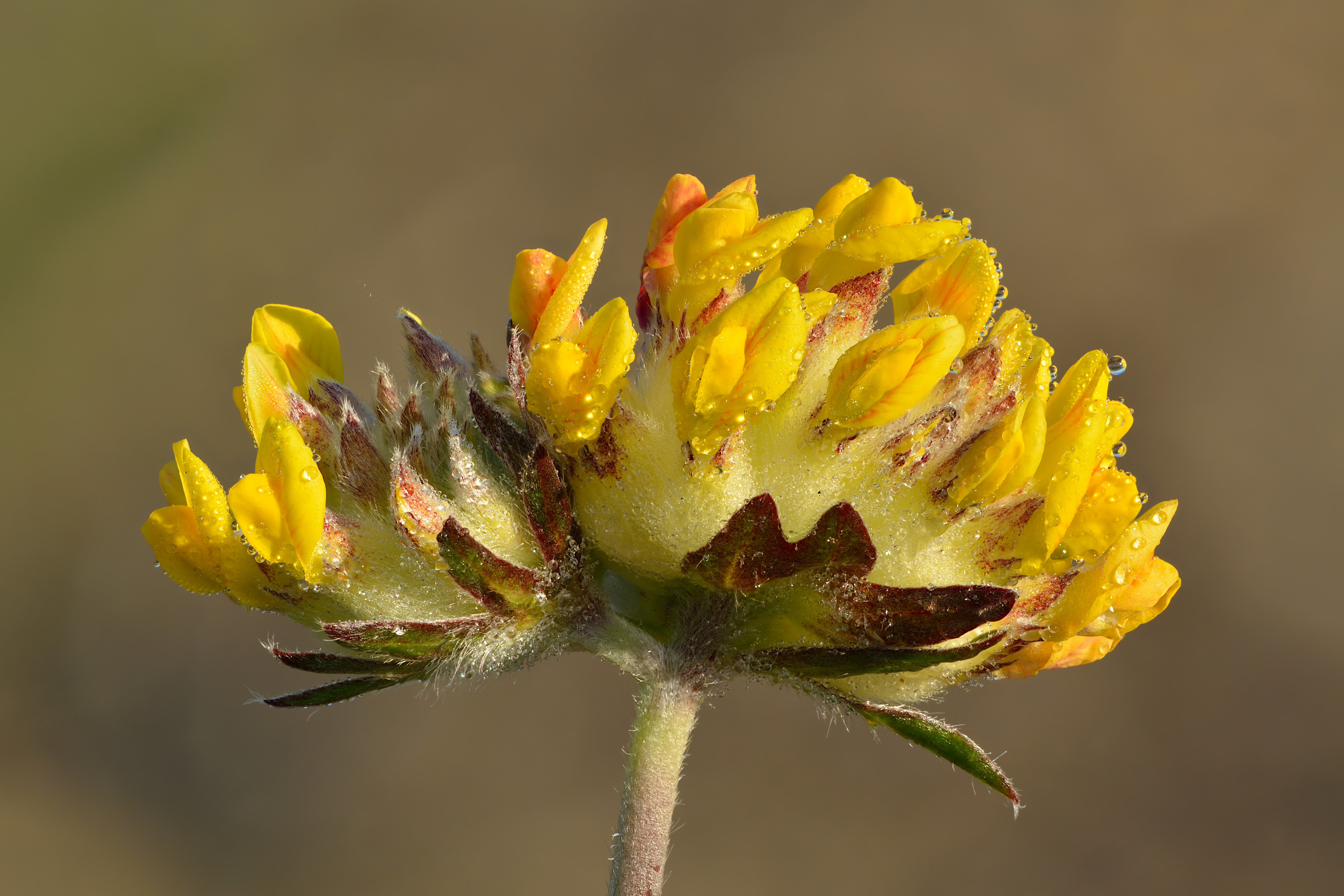
Суцвіття

Трапляється в Лісостепу, рідше — на Поліссі та в Степу на узліссях, по чагарниках, лісових галявинах, суходільних луках і степових схилах.

## Сировина
Для виготовлення ліків використовують траву (Herba Anthyllidis), зібрану під час цвітіння рослини. Рослина неофіцинальна[що це?].

## Хімічний склад
Трава містить флавоноїди, дубильні речовини, аскорбінову кислоту (191 мг%) та інші цінні речовини.

## Фармакологічні властивості і використання
В народній медицині рослина відома як така, що має заспокійливі, зв'язні, сечогінні, загальнозміцнювальні та ранозагоювальні властивості. Настій трави п'ють при безсонні, виразковій хворобі шлунка, захворюваннях нирок і сечового міхура, діабеті, при захворюваннях, спричинених фізичною перенапругою, а також як загальнозміцнювальний засіб після виснажливих хвороб. Дітей напувають настоєм при переляку й епілепсії. У вигляді компресів і примочок настій використовують для лікування ран, виразок, для розсмоктування доброякісних пухлин, при укусах бджіл. Ним полощуть ротову порожнину при запальних процесах. Подрібнену свіжу траву прикладають до наривів і ран для прискорення загоювання їх.